# Eenheidsschijf

Van boven naar beneden: open eenheidsschijf in de euclidische metriek, Manhattan-metriek en Tsjebyshev-metriek

In de wiskunde is de open eenheidsschijf rondom {\displaystyle P}, waar {\displaystyle P} een gegeven punt in het vlak is, de verzameling van punten waarvan de afstand ten opzichte van {\displaystyle P} kleiner is dan 1: 
{\displaystyle D_{1}(P)=\{Q:\vert P-Q\vert <1\}}.
De gesloten eenheidsschijf rondom {\displaystyle P} is de verzameling van de punten, waarvan de afstand ten opzichte van {\displaystyle P} kleiner dan of  gelijk aan 1 is: 
{\displaystyle {\bar {D}}_{1}(P)=\{Q:|P-Q|\leq 1\}}.
Eenheidsschijven zijn speciale gevallen van schijven en eenheidsbollen. 
Zonder verdere specificaties wordt met een eenheidsschijf de open eenheidsschijf bedoeld rondom de oorsprong
{\displaystyle D_{1}(0)},
met betrekking tot de euclidische metriek in een cartesisch coördinatenstelsel. Een open eenheidsschijf is het inwendige van een cirkel met straal 1, gecentreerd op de oorsprong. Deze verzameling kan worden geïdentificeerd met de verzameling van alle complexe getallen met een absolute waarde minder dan een. Wanneer de eenheidsschijf wordt bezien als een deelverzameling van het complexe vlak, wordt de eenheidsschijf vaak als {\displaystyle \mathbb {D} } aangeduid.

## Open eenheidsschijf, vlak en bovenhalfvlak
De functie
{\displaystyle f(z)={\frac {z}{1-|z|^{2}}}}
is een voorbeeld van een reële analytische- en bijectieve functie van de open eenheidsschijf naar het vlak. Haar inverse functie is ook analytisch.
Beschouwd als een echte 2-dimensionale analytische variëteit, is de open eenheidsschijf isomorf over het gehele vlak. Daarnaast is de open eenheidsschijf homeomorf over het gehele vlak. Er bestaat echter geen hoekgetrouwe projectie tussen de open eenheidsschijf en het vlak. Als een riemann-oppervlak beschouwd verschilt de open-eenheidsschijf daarom van het complexe vlak.
Er bestaan hoekgetrouwe bijectieve afbeeldingen tussen de open eenheidsschijf en het bovenhalfvlak. Dus als een riemann-oppervlak beschouwd is de open eenheidsschijf isomorf, biholomorf of 'hoekgetrouw equivalent' aan het bovenhalfvlak. De laatste twee worden vaak door elkaar gebruikt. 
De afbeeldingstelling van Riemann stelt meer in het algemeen dat iedere  open deelverzameling van het complexe vlak, die enkelvoudig en samenhangend is en niet complexe vlak zelf is, een hoekgetrouwe en bijectieve afbeelding op de open eenheidsschijf toelaat. 

## Websites
- MathWorld . Unit Disk.